# Mạch nối tiếp và song song
Mạch nối tiếp và mạch song song là hai loại mạch điện cơ bản thường gặp trong các thiết bị điện, điện tử...

## Đoạn mạch nối tiếp
Đối với đoạn mạch gồm 2 điện trở R1, R2 mắc nối tiếp,hiệu điện thế giữa hai đầu mỗi điện trở tỉ lệ thuận với điện trở đó.
{\displaystyle R_{\mathrm {td} }=R_{1}+R_{2}+\cdots +R_{n}}

- Cường độ dòng điện có giá trị như nhau tại mọi điểm: {\displaystyle I=I_{1}=I_{2}=...=I_{n}}
- Hiệu điện thế giữa hai đầu đoạn mạch bằng tổng các hiệu điện thế trên mỗi điện trở: {\displaystyle U=U_{1}+U_{2}+...+U_{n}}
- Điện trở tương đương của đoạn mạch bằng tổng hai điện trở thành phần: {\displaystyle R_{td}=R_{1}+R_{2}+...+R_{n}}
- Hiệu điện thế giữa hai đầu mỗi điện trở tỉ lệ thuận với các điện trở: {\displaystyle {\frac {U}{R_{td}}}={\frac {U_{1}}{R_{1}}}={\frac {U_{2}}{R_{2}}}=...={\frac {U_{n}}{R_{n}}}}

## Đoạn mạch song song
Trong đoạn mạch gồm hai điện trở R1, R2 mắc song song, cường độ dòng điện chạy qua mỗi điện trở tỉ lệ nghịch với điện trở đó.
{\displaystyle {\frac {1}{R_{\mathrm {td} }}}={\frac {1}{R_{1}}}+{\frac {1}{R_{2}}}+\cdots +{\frac {1}{R_{n}}}}
.
- Cường độ dòng điện chạy qua mạch chính bằng tổng cường độ dòng điện chạy qua các mạch rẽ: {\displaystyle I=I_{1}+I_{2}+...+I_{n}}
- Hiệu điện thế giữa hai đầu đoạn mạch song song bằng hiệu điện thế giữa hai đầu mỗi đoạn mạch rẽ: {\displaystyle U=U_{1}=U_{2}=...=U_{n}}
- Điện trở tương đương có công thức: {\displaystyle {\frac {1}{R_{\mathrm {td} }}}={\frac {1}{R_{1}}}+{\frac {1}{R_{2}}}+\cdots +{\frac {1}{R_{n}}}}
- Cường độ dòng điện chạy qua mỗi điện trở tỉ lệ nghịch với điện trở đó: {\displaystyle IR=I_{1}R_{1}=I_{2}R_{2}=...=I_{n}R_{n}}
- Ưu điểm: mỗi thiết bị điện hoạt động độc lập với nhau. Vì thế mạch điện trong các gia đình, phòng ở, phòng làm việc... đều là các mạch điện song song để các thiết bị được an toàn hơn.